# Rovigo

Den här artikeln handlar om staden Rovigo.  För provinsen, se Rovigo (provins).  För andra betydelser, se Rovigo (olika betydelser).
Rovigo är en stad i nordöstra Italien, i regionen Veneto. Rovigo är huvudort i provinsen Rovigo och hade 51 104 invånare år 2018.

## Geografi
Staden ligger i ett lågland, cirka 80 km sydväst om Venedig. Staden ligger mellan floderna Adige och Canalbianco. Staden ligger mellan floderna Adige och Canalbianco. Rovigo gränsar till kommunerna Anguillara Veneta, Arquà Polesine, Barbona, Boara Pisani, Bosaro, Ceregnano, Costa di Rovigo, Crespino, Lusia, Pontecchio Polesine, San Martino di Venezze, Vescovana, Villadose och Villanova del Ghebbo.

## Historia
Rovigo (både Rodigium och Rhodigium i äldre skrifter) omnämns för första gången i ett dokument från 24 april 838 e.Kr. från Ravenna. Biskopen av Adria bodde här en tid under 920 e.Kr. och lät då uppföra en befästning, vars torn fortfarande finns kvar. Rovigo ingick i kungariket Italien under dess bildande 1861 och i början av 1900-talet etablerades de första moderna industrierna.

## Sevärdheter
Slottsruinen (från 900-talet) där två (lutande) torn finns bevarade.

## Hälsovård
I Rovigo ligger provinsens största sjukhus, Ospedale Civile di Rovigo som har ett upptagningsområde på cirka 170 000 personer. Sjukhuset har cirka 400 sängplatser.